# Chenianchu
Chenianchu (Übersetzung des Namens unsicher, vielleicht die Lebenden rudern) war ein bedeutender Beamter im Alten Ägypten zur Zeit der 8. Dynastie am Ende es Alten Reiches und zu Beginn der Ersten Zwischenzeit. Bekannt ist er vor allem von seinem Grab in El Hawawisch, der Nekropole von Achmim (H15*).
In Chenianchus Grab sind unter anderem die Titel Vorsteher der Priester (Jmj-r3-ḥmw-nṯr = Imi-ra-hemu-netjer) und wahrer Vorsteher von Oberägypten (Jmj-r3-Šmˁw-m3ˁ = Imi-ra-Schemau-maa) angegeben: Vor allem der letztere Titel weist ihn als einen hohen Staatsbeamten aus.
Das Grab besteht aus einer in den Fels gehauenen Kapelle und mehreren Schächten, die zu Grabkammern führen. In der Grabkapelle befindet sich ein Pfeiler, der auf einer Seite das Bild des Chenianchu zeigt. Über seiner Figur sind sein Name und seine Titel angegeben, ansonsten ist das Grab undekoriert.
Die Grabanlage wurde von 1982 bis 1983 unter der Leitung von Naguib Kanawati ausgegraben und publiziert.

## Bibliographie
- Naguib  Kanawati: The rock tombs of El-Hawawish: the cemetery of Akhmim. Volume IV. The Macquarie Ancient History Association, Sydney 1983, ISBN 0-908299-06-0, S. 32–337, Tafeln 1–8, Abbildung 22–27.